# خصي (خيل)

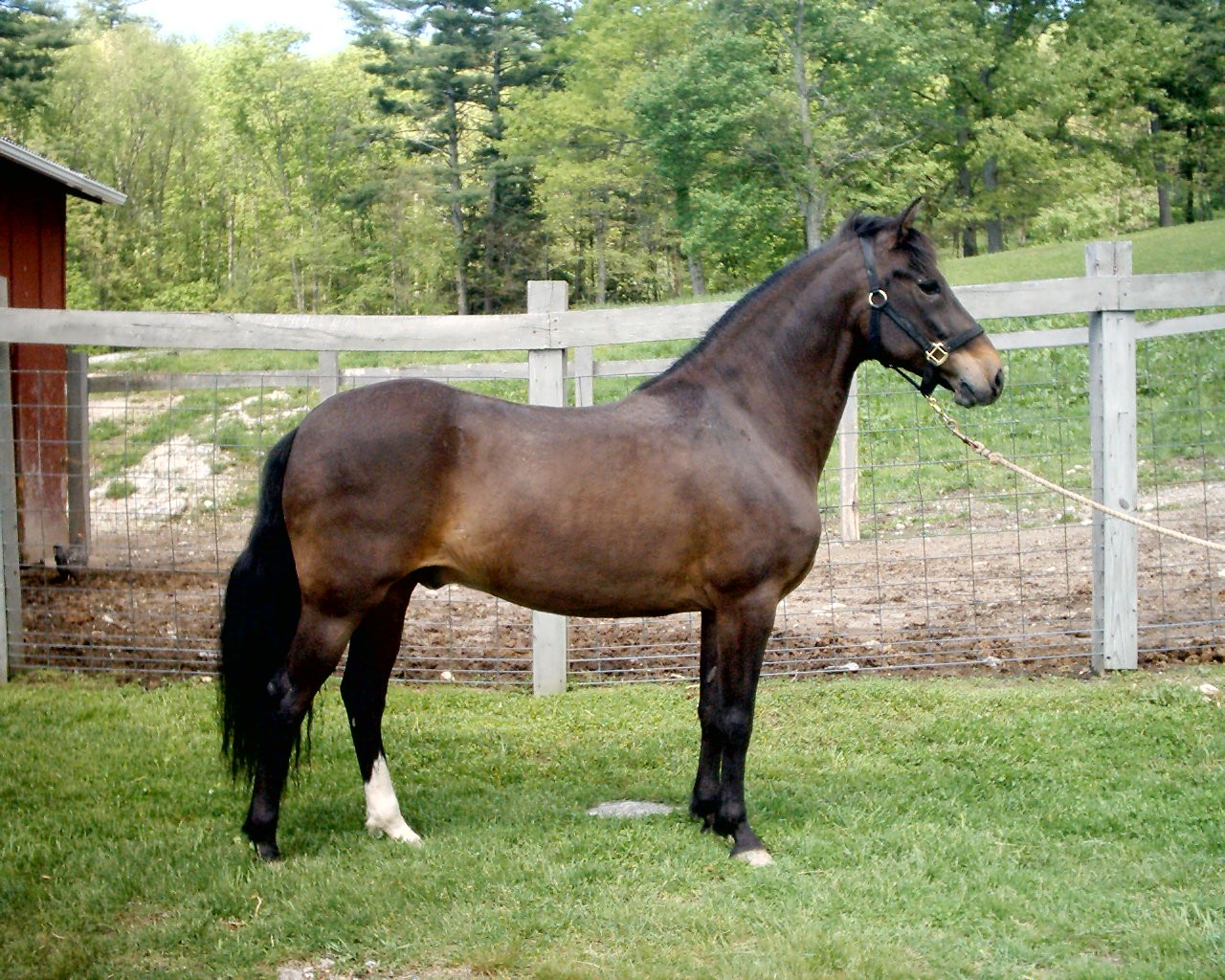
خصي بلغ من عمره ثلاث سنوات

الخَصِيّ أو الطَواشي هو حصان (ذكر الفرس) مخصي أو خيل آخر ، مثل السيسي أو الحمار أو البغل. الإخصاء وبذلك التخلص السلوك الهرموني المرتبط بالفحل يسمح لذكر الخيول أن يكون أكثر هدوءًا وأفضل تصرفًا ما يجعل الحيوان أكثر هدوءًا ولطفًا وأكثر ملاءمة بشكل عام لحيوان العمل. 